# 列日區 (比利時)
列日區（法語：Arrondissement de Liège）是比利時瓦隆大区列日省的一個区。該區轄下24個市镇，面積796.87平方千米，2020年人口為624,841人。

## 市鎮
列日區下辖以下市鎮：
| - 昂斯（Ans） - 阿旺（Awans） - 艾瓦耶（Aywaille） - 巴桑日（Bassenge） - 贝讷-厄赛（Beyne-Heusay） - 布莱尼（Blegny） - 绍方丹（Chaudfontaine） - 孔布兰欧蓬（Comblain-au-Pont） | - 达莱姆（Dalhem） - 埃斯讷（Esneux） - 弗莱马勒（Flémalle） - 弗莱龙（Fléron） - 格拉斯-奥洛涅（Grâce-Hollogne） - 埃斯塔勒（Herstal） - 瑞普雷勒（Juprelle） - 列日（Liège） | - 讷普雷（Neupré） - 乌佩（Oupeye） - 聖尼古拉（Saint-Nicolas） - 瑟兰（Seraing） - 苏马涅（Soumagne） - 斯普里蒙（Sprimont） - 特罗（Trooz） - 维塞（Visé） |